# 폴리 도뇨관

소변줄 삽화

폴리 도뇨관(영어: Foley catheter, 폴리 카테터) 또는 폴리 또는 소변줄은 소변을 배출하기 위해 요도를 따라 방광까지 삽입하는 부드러운 관을 말한다. 1929년에 발명한 미국의 비뇨의학과 의사 프레데릭 폴리의 이름을 따 지어졌다.

## 역사
발명가인 프레데릭 폴리는 1930년대 활동한 매사추세츠주 보스턴의 비뇨의학과 의사이다. 뉴저지의 의료기기 회사 C. R. Bard에 의해 상품화되었으며 발명가인 폴리의 이름을 따 제품명을 지었다.

## 같이 보기
- 소변
- 요도
- 삽입관
- 카테터
- 스텐트